# Župnija Sv. Vid nad Valdekom
Župnija Sv. Vid nad Valdekom je rimskokatoliška teritorialna župnija dekanije Stari trg koroškega naddekanata, ki je del nadškofije Maribor.
Župnijska cerkev je cerkev sv. Vida.